# ۸۱ (میلادی)
سال ۸۱ میلادی یک سال رایج بود که از دوشنبه تقویم ژولیانی شروع می‌شد. در آن زمان، این سال به عنوان سال کنسولی سیلوا و پولیو شناخته می‌شد. نامگذاری این سال به سال ۸۱ میلادی از اوایل قرون وسطی، زمانی که تقویم آنو دومینی به روش رایج در اروپا برای نامگذاری سال‌ها تبدیل شد، مورد استفاده قرار گرفته است.

## رویدادها
بر اساس مکان
امپراتوری روم
- ۱۴ سپتامبر - دومیتیان جانشین برادرش تیتوس به عنوان امپراتور می‌شود. دومیتیان مانند دو اسلاف خود سرباز نیست و حکومت او معطوف به تقویت سلطنت است. او با گرفتن عنوان دومینوس ("ارباب") اشراف سناتوری را رسوا می‌کند. رومی‌سازی در استان‌ها پیشرفت می‌کند و زندگی در شهرها بسیار بهبود می‌یابد. بسیاری از استان‌ها - اسپانیایی، گالیک و آفریقایی - سناتور می‌شوند.[۱]
- ساخته شدن طاق تیتوس.
- پلینی جوان، فلامن دیوی آگوستی (کاهن فرقه امپراتور) است.

بر اساس موضوع
تجارت
- میزان نقره در دیناریوس رومی در زمان امپراتور دومیتیان به ۹۲٪ افزایش یافت، در حالی که این میزان در زمان سلطنت ویتلیوس ۸۱٪ بود.

دین
- تاریخ احتمالی نگارش رساله اول پطرس

## زادروزها
- آرکیژن، پزشک رومی، در سوریه
- ملکه دنگ سویی

## درگذشت‌ها
- ۳۱ سپتامبر: تیتوس، امپراتوز روم.
- اردوان سوم، پادشاه امپراتوری اشکانی